# Гуцко, Денис Николаевич
Денис Николаевич Гуцко (род. 1969, Тбилиси) — российский писатель, участник Форума молодых писателей России, лауреат премии «Букер — Открытая Россия» (2005), лауреат Международной открытой литературной премии «Куликово Поле» в номинации «Публицистика» (2014).

## Биография
В Тбилиси окончил среднюю школу. В 1987 году переехал в Ростов-на-Дону. Окончил геолого-географический факультет Ростовского государственного университета по специальности «Экология и прикладная геохимия». Служил в Советской армии. В настоящее время живёт в Ростове-на-Дону.
В 2000 году в приложении к «Литературной газете» «ЛГ — Юг России» опубликовал рассказ «Прирученный лев». В 2002 году в журнале «Знамя» был опубликован рассказ «Апсны абукет». Автор журнала «Дружба народов» и «Волга».
Участник Форума молодых писателей России (Москва-Липки, 2001, 2002, 2003). Стипендиат Министерства культуры РФ по итогам второго Форума. Лауреат премии  «Букеровская премия (Россия)» (2005, за роман «Без пути-следа»). В том же году роман «Без пути-следа» был издан в составе дилогии «Русскоговорящий», объединившей роман с повестью «Там, при реках Вавилона».

## Книги Дениса Гуцко
- Русскоговорящий. — М.: Вагриус, 2005. — 352 с. — ISBN 5-98264-009-3, 5-9697-0249-8.
- Русскоговорящий. — М.: Вагриус, 2006. — 352 с. — ISBN 978-5-9697-0445-9, 5-9697-0249-8.
- Покемонов день. — М.: Время, 2007. — 320 с. — ISBN 978-5-9691-0250-7.
- Домик в Армагеддоне. Роман. — М.: АСТ; Астрель, 2009. — 224 с. — ISBN 978-5-17-057405-6, 978-5-271-22754-7.
- Русскоговорящий. — СПб: Златоуст, 2012. — 160 с. — ISBN 978-5-86547-627-6.
- Большие и маленькие. — М.: Рипол-классик, 2017. — 428 с. — ISBN 978-5-386-09845-2[5]